# Le Coprophile
Le Coprophile est un roman de Thomas Hairmont publié en 2011 aux éditions P.O.L, et ayant obtenu le prix Sade la même année.

## Résumé
« Le narrateur, mathématicien, vit un processus psychologique de dégradation et de transformation accompagné d'une rencontre amoureuse et sexuelle avec une femme. Ce personnage est le prétexte à une description précise de l'excrément et de ses avatars sensoriels, symboliques et potentiellement dérangeants,,,,,. »

## Édition
- Thomas Hairmont, Le Coprophile, Paris, P.O.L, 2011  (ISBN 9782818006405)